# حاكم طوكيو
حاكم طوكيو (باليابانية: 東京都知事، تُنطق: Tōkyō-To Chiji) هو رئيس حكومة طوكيو.
تأسس منصب الحاكم في عام 1943، بعد توحيد مدينة طوكيو ومحافظة طوكيو في حكومة طوكيو الحضرية. قبل ذلك، كان للمحافظة محافظ بينما كان للمدينة عمدة. اعتمد اللقب الحالي في عام 1947 بسبب إصدار قانون الحكم المحلي.

## نبذة
حاكم طوكيو هو رئيس حكومة طوكيو الحضرية، وينتخب من قبل مواطني طوكيو كل أربع سنوات، وكان آخرها في انتخابات حاكم طوكيو لعام 2024.
نظرًا لأن طوكيو تمتلك أكبر اقتصاد وأكبر عدد سكان في البلاد، فإن سياسات الحكومة يمكن أن تؤثر بشكل كبير على الشؤون الوطنية، مما يمنح الحاكم نفوذًا كبيرًا في البلاد وصوتًا أقوى في جمعية حكام المحافظات الوطنية.
تبلغ الميزانية السنوية لطوكيو حوالي 13 تريليون ين، أي عشرة أضعاف ميزانيات المحافظات الأخرى، وهي مماثلة للميزانية الوطنية لإندونيسيا، مما يعني أن للحاكم تأثيرًا كبيرًا على الاقتصاد الوطني أيضًا. تمتلك حكومة طوكيو الحضرية أكثر من 160,000 موظف، مما يجعلها أكبر جهة توظيف في اليابان بفارق كبير عن سواها.

## المؤهلات
يشترط أن يكون المرشحون مواطنين يابانيين وقد أقاموا في طوكيو لمدة تزيد عن ثلاثة أشهر، وأن لا تقل أعمارهم عن 30 عامًا. كما يتوجب عليهم دفع مبلغ ثلاثة ملايين ين لحكومة العاصمة طوكيو، مع العلم أن هذا المبلغ لن يُسترد إلا إذا حصل المرشح على ما لا يقل عن 10% من الأصوات.

### المحافظون المنتخبون لمدينة طوكيو (1947-الآن)
| رقم | رقم | صورة | الإسم (ولد – مات)           | الفترة في الخدمة | الفترة في الخدمة | الحزب                                                                      | الإنتخابات          |
| --- | --- | ---- | --------------------------- | ---------------- | ---------------- | -------------------------------------------------------------------------- | ------------------- |
| 1   |     |      | سييتشيرو ياسوي (1881–1962)  | 3 مايو 1947      | 18 أبريل 1959    | الحزب الليبرالي الديمقراطي الياباني \| الحزب الليبرالي الديمقراطي الياباني | 1947 1951 1955      |
| 2   |     |      | ريوتارو أزوما (1893–1983)   | 27 أبريل 1959    | 22 أبريل 1967    | مستقل                                                                      | 1959 1963           |
| 3   |     |      | مينوبه ريوكيتشي (1904–1984) | 23 أبريل 1967    | 22 أبريل 1979    | مستقل                                                                      | 1967 1971 1975      |
| 4   |     |      | شونيتشي سوزوكي (1910–2010)  | 23 أبريل 1979    | 22 أبريل 1995    | مستقل                                                                      | 1979 1983 1987 1991 |
| 5   |     |      | يوكيو أوشيما (1932–2006)    | 23 أبريل 1995    | 22 أبريل 1999    | مستقل                                                                      | 1995                |
| 6   |     |      | إيشيهارا شنتارو (1932–2022) | 23 أبريل 1999    | 31 أكتوبر 2012   | مستقل                                                                      | 1999 2003 2007 2011 |
| 7   |     |      | ناوكي إينوز (1946–)         | 18 ديسمبر 2012   | 24 ديسمبر 2013   | مستقل                                                                      | 2012                |
| 8   |     |      | يويتشي ماسوزوي (1948–)      | 11 فبراير 2014   | 21 يونيو 2016    | مستقل                                                                      | 2014                |
| 9   |     |      | يوريكو كويكي (1952–)        | 2 أغسطس 2016     | في المنصب        | مستقل                                                                      | 2016 2020           |